# Penner
El Penner, Pennar, Penna o Penneru (telugu: పెన్నా) és un riu del sud de l'Índia que creua Karnataka i Andhra Pradesh. Neix a Channarayan-betta al nord-oest de les muntanyes Nandidrug, districte de Chikballapur a Karnataka i corre uns 560 km en direcció nord i est cap a Andhra Pradesh, desaiguant finalment a la badia de Bengala. L'altiplà de Kolar queda dividit entre les conques del Penner, Kaveri, Ponnaiyar, i Palar, el primer al nord i els altres al sud. El Penner irriga la part nord incloent parts dels districtes de Kolar i Tumkur a Karnataka. A la plana del Dècan el Penner també irriga una part incloent el districte de Cuddapah, el d'Anantapur, el de Kurnool i el de Chittoor. Creua els Ghats Orientals i arriba a la plana d'Andhra, desaiguant a 15 km a l'est de Nellore al costat d'un poble anomenat Utukuru o Vutukuru.
Els principals afluents són el Jayamangali, Kunderu i Sagileru al nord, i el Chitravati, Papaghni i Cheyyeru al sud. Alguns canals menors tenien origen en el riu i en prenien aigua pel reg a principis del segle xx.